# Taabbata Sarran
Taabbata Sarran (arab betűkkel تأبط شراً – taʾabbaṭa šarran), eredeti nevén Szábit ibn Dzsábir al-Fahmi (arabul ثابت بن جابر الفهمي – Ṯābit ibn Ǧābir al-Fahmī; meghalt a 6. század elején) a dzsáhilijja korának arab költője volt.
A Fahm törzs sarja volt, és az „arabok hollói” közé tartozott, azaz anyja fekete, afrikai rabszolganő volt. A név, amelyen költőként ismertté vált, azt jelenti: „rosszat vitt a hóna alatt”. Eredetéről több történet is fennmaradt, de a legelterjedtebb változat szerint gyermekként egy kardot cipelt, és amikor édesanyja meglátta, a később fia megszólításául szolgáló mondatot kiáltotta.
Életéről semmit sem tudunk, de nyilván kalandos beduinlétet folytatott, mivel alakja köré számos mese és történet fűződött: nem egyben a sivatagi mitológia szellemeivel (dzsinnek) és szörnyeivel (gúlok) csap össze nagy sikerrel. Egy történet szerint egy alkalommal egy leölt fenevadat vitt haza, innen ered a neve.
Egy másik anekdota szerint, lévén szabadon meggyilkolható, törzs nélküli kóborló, gyakorta kellett menekülnie ellenségei elől. Elmés módszerrel sokszor kicselezte üldözőit: strucctojásokba rejtett vizet, majd elásta azokat. Így aztán akkor sem halt szomjan, amikor üldözői a legszárazabb sivatagba kergették, hogy ott elpusztuljon.
A hagyomány több kaszídát őriz tőle. Egy művében a magányos harcos dicsőségét zengi. A vers kezdete (Jékely Zoltán fordításában):
„Nem panaszolja, ha fáradt: még többet elviselne;

Sok útat megkísérelt, s rajtuk bátran halad.”
A vérbosszú szentségéért kiálló verse még Goethét is megihlette, és átdolgozva bevette a Kelet-nyugati dívánba. A költeményben a költő siratja a Hudzajl törzs elleni csatározás során elesett egyik nagybátyját. A vers kezdősorai az alábbiak (Goldziher Ignác fordításában):
„Íme, a hegyhasadék mögötti völgytorokban fekszik

egy halott, kinek vére nem maradhat bosszulatlan.”